# Mikado (spel)

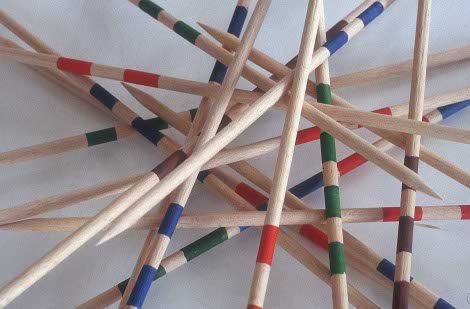
Mikado

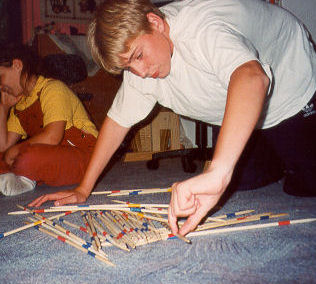
Reuzemikado

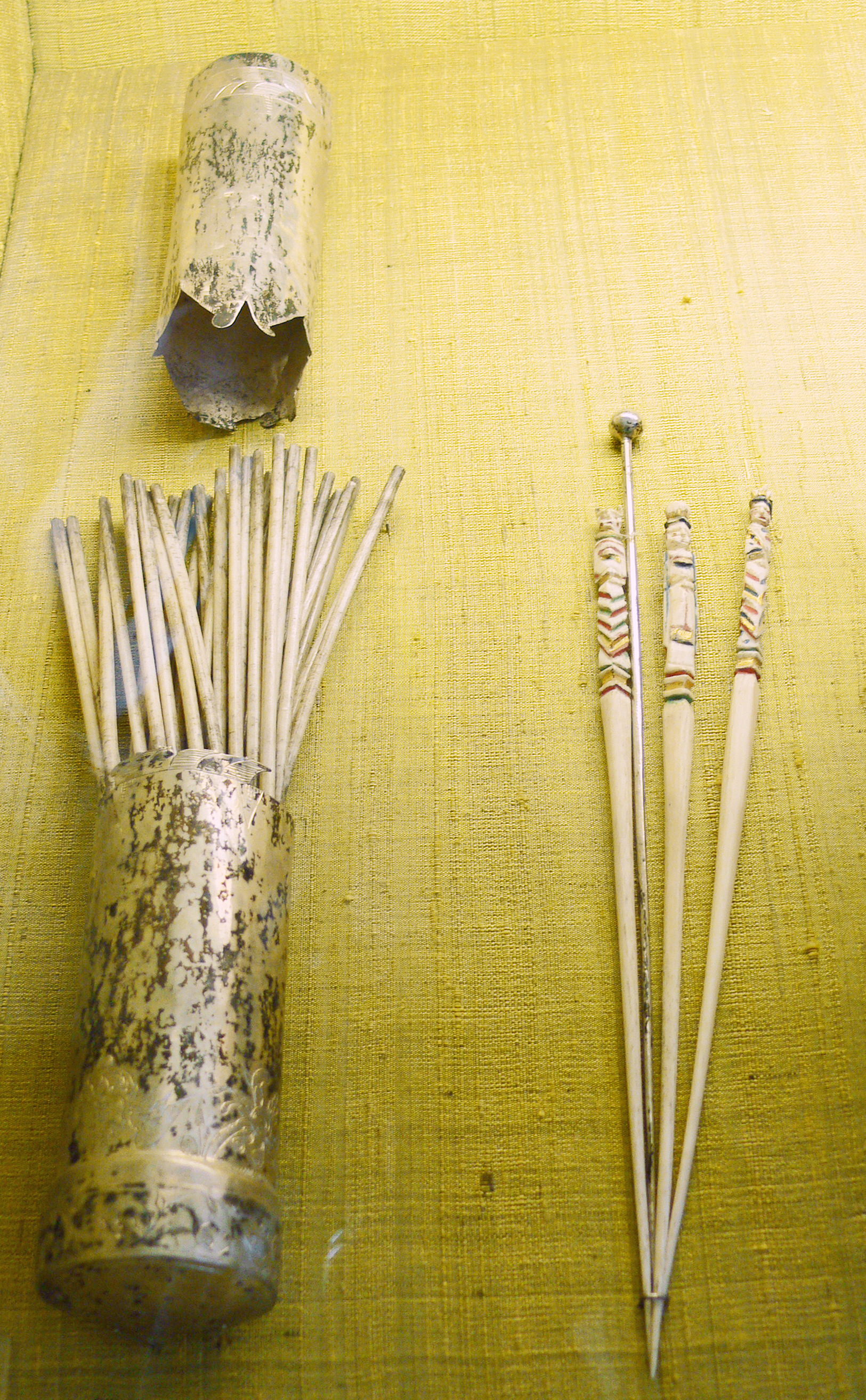
Mikado uit het begin van de 17e eeuw

Mikado is een spel waarbij stokjes opgeraapt moeten worden. Het spel ontstond in Europa en werd in 1936 vanuit Hongarije naar de Verenigde Staten gebracht. De naam komt van de 'mikado', het stokje dat het hoogst scoort. Mikado betekent Keizer van Japan.

## Regels
Het klassieke mikado-spel bestaat uit 41 stokjes van 15 cm lang. Ze hebben een verschillende waarde met een totaal van 170 punten.
| naam                          | mogelijke kleurcodes | mogelijke kleurcodes               | mogelijke kleurcodes       | waarde | aantal |
| naam                          | kleur stok           | markering 1                        | markering 2                | waarde | aantal |
| ----------------------------- | -------------------- | ---------------------------------- | -------------------------- | ------ | ------ |
| Mikado (keizer)               | zwart                | blauw                              | blauwe spiraal             | 20     | 1      |
| Mandarijn (hoge functionaris) | blauw                | geel-zwart-zwart-geel              | blauw-rood-blauw           | 10     | 5      |
| Bonze (priester)              | groen                | oranje-oranje-oranje-oranje-oranje | rood-blauw-rood-blauw-rood | 5      | 5      |
| Samoerai (krijger)            | rood                 | groen-groen-groen                  | blauw-geel-rood            | 3      | 15     |
| Koelie (arbeider)             | geel                 | rood-rood                          | blauw-rood                 | 2      | 15     |

De stokjes worden samen in één hand gehouden op de tafel en losgelaten, zodat ze een wirwar vormen. Vervolgens moeten de stokjes een voor een verwijderd worden zonder dat er andere bewegen. Dit mag met de hand gebeuren, eventueel door het uiteinde van een stokje naar beneden te drukken. Als de speler al een Mikado of Mandarijn heeft opgeraapt, mag deze gebruikt worden om andere stokjes omhoog te werpen.
Rechtopstaan is toegelaten, maar de plaats verlaten niet. Bij een fout is de beurt voorbij en worden de punten geteld. De volgende speler laat de stokjes opnieuw vallen. Na een aantal ronden, gewoonlijk 5, is de speler met de hoogste score de winnaar.
Bij een andere variant wordt bij een fout de beurt doorgegeven. Dit gaat verder totdat alle stokjes op zijn. Ook hier is de speler met het hoogste aantal punten de winnaar.

## Varianten
- Normaal Mikado
- Mini Mikado: met tandenstokers
- ReuzeMikado: met stokken van 93 cm
- Chinees Mikado: met Chinese stokjes